# Яке-дель-Норте
Яке-дель-Норте (ісп. Río Yaque del Norte) — найдовша річка Домініканської Республіки, а також друга за довжиною річка Гаїті після річки Артибоніт. Її довжина 296 км, вона впадає в Атлантичний океан.

## Етимологія
Яке або яки — назва двох річок народом таїно в Домініканській Республіці. Одна називається Yaque del Norte («Північний Yaque») і йде на північ Гаїті, впадаючи в Атлантичному океані ; а друга, Yaque del Sur («Південний Yaque»), йде на південь, впадаючи в Карибське море.

## Історія
Під час свого першого візиту до Гаїті в 1492 році Христофор Колумб побачив річку в її гирлі й назвав її Ріо-де-Оро («Золота річка»), тому що він знайшов там багато маленьких шматочків золота. Під час свого другого візиту він побачив річку в іншому місці, і вирішив, що це інша річка, і назвав її Ріо-де-лас-Каньяс («Річка очеретів»), тому що на кордонах річки росло багато високих цукрових очеретів.
Колумб побудував біля річки три форти: Есперанса, Магдалена і Сантьяго. Перші два були залишені, а Сантьяго переміщено в інше місце під назвою Сантьяго-де-лос-Кабальєрос. Пізніше Сантьяго-де-лос-Кабальєрос знову перенесли до річки, де сьогодні стоїть сучасне місто.

## Течія
Джерело Яке-дель-Норте знаходиться на висоті 2580 метрів, на горі Піко-дель-Яке, в центральній частині Центрального гірського хребта Кордильєр. Там річка називається Лос-Гуанос або Ріо-де-ла-Дереча («Річка справа»). Назва Яке-дель-Норте використовується лише тоді, коли до неї приєднується інша невелика річка, Лос-Таблонес або Ріо-де-ла-Іск'єрда («Річка зліва») в Манабао, на захід від Харабакоа, на висоті 900 м.
Від Манабао річка тече на схід, через північно-західну частину провінції Ла-Вега. Діставшись до Харабакоа, вона повертає на північ, до Сантьяго. Річка Хіменоа впадає в неї в Харабакоа.
Біля Сантьяго-де-лос-Кабальєрос річка повертає на північний захід і протікає через долину Яке-дель-Норте, західну частину Сібао.
Її гирло знаходиться в затоці Монте-Крісті, на південь від міста Монте-Крісті. Річка впадає в Атлантичний океан.

### Притоки

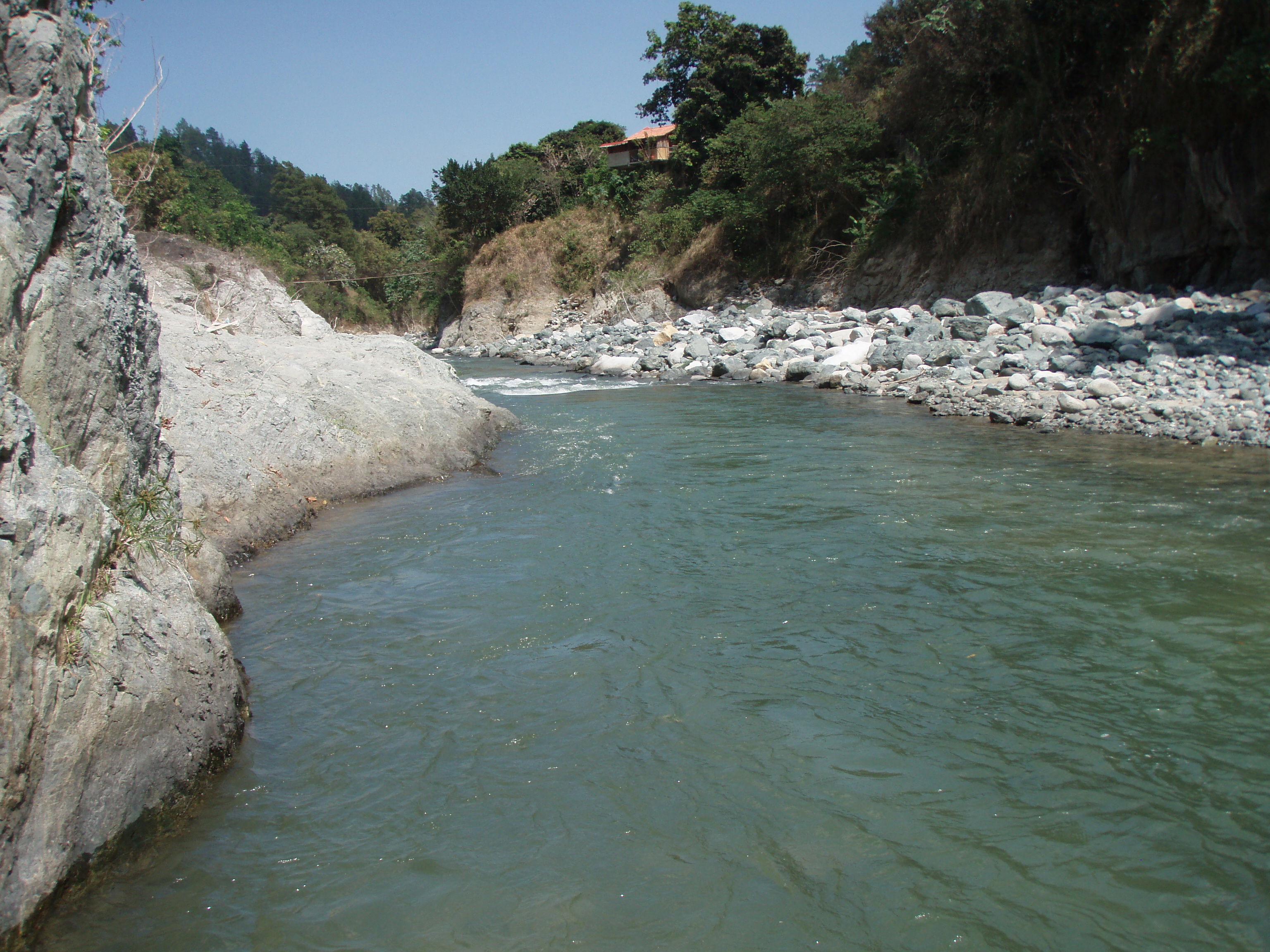
Річка Яке-дель-Норте

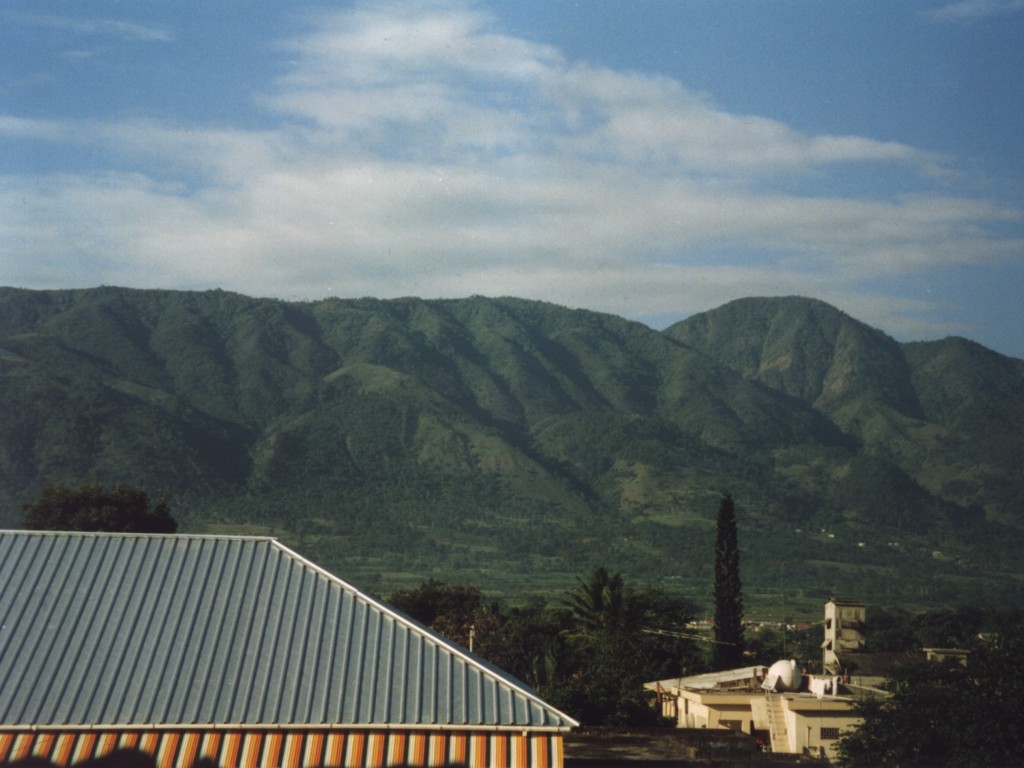
Центральна Кордильєра, найвищий гірський масив Домініканської Республіки

Її основні притоки — річки Бао, Аміна, Мао та Гуаюбін.

## Міста
Місто Сантьяго-де-лос-Кабальєрос є найважливішим домініканським містом поблизу річки. Він також проходить поблизу міст Харабакоа, Мао, Гуаюбін, Кастаньюелас і Монте-Крісті.

## Водозбірний басейн
За площею 7044 км 2 її водозбірний басейн є найбільшим у Домініканській Республіці і другим за величиною на острові. Його витрата (об'єм води, яка проходить через ділянку річки за одиницю часу) становить 97,0 кубометрів на секунду в Пало-Верде, на південний схід від Монте-Крісті.

## Навколишнє середовище
Через скидання на заводі, неправильне управління водою та перегородження, Яке-дель-Норте зараз дуже забруднена; вона дуже зменшена у розмірах, і на більшій частині її течії немає риби. Американські крокодили (Crocodylus acutus) колись населяли Яке-дель-Норте та інші річки Гаїті, але зараз вони зустрічаються лише у великих озерах острова (Енрикільйо і Етанг Соматр).

## Використання
Вода річки використовується для зрошення, в основному в долині, що йде від Сантьяго до Монте-Крісті, долині Яке-дель-Норте. Вирощуються культури серед яких рис, банани, подорожники, маніоку, тютюн та овочі..
Яке-дель-Норте переважно мілководна, тому навігація обмежена невеликими човнами. Проте під час вологого сезону річка значно повноводніє, що спричиняє подекуди повені. У 1972 році її води були перекриті, щоб використовувати електроенергію на греблі Тавера.
Уздовж річки є кілька дамб для виробництва електроенергії, зберігання води для поливу та запобігання повеням. Річка має довжину 298 км, є водозбірним басейном для північного заходу країни і є економічно важливим джерелом зрошення для рисоводства та іншого сільського господарства.